# Саванович, Сава
Сава Саванович (серб. Сава Савановић) — персонаж повести «Спустя девяносто лет» сербского писателя Милована Глишича и фильма ужасов «Лептирица» (Югославия, 1973). Проживал в сербском селе Зарожье (община Баина-Башта) на границе с Боснией и Герцеговиной.
Согласно повести Глишича, мертвец Сава по ночам проникал на мельницу, чтобы выпить кровь мельников, оставшихся в ней переночевать. В 2012 году обветшалая водяная мельница на реке Рогачице, считавшаяся домом Савы Савановича, разрушилась.